# Natasja Burgers
Natasja Burgers (født 19. juni 1975) er en tidligere hollandsk håndboldspiller, som senest i 2012 spillede for VOC Amsterdam og Hollands håndboldlandshold.
Hun har tidligere optrådt i danske storklubber, som GOG, Viborg HK, Randers HK og Aalborg DH.